# Rootsi (Kohila)
Rootsi is een plaats in de Estlandse gemeente Kohila, provincie Raplamaa. De plaats heeft de status van dorp (Estisch: küla).

## Bevolking
Het dorp had 30 inwoners op 31 december 2011 en 39 inwoners op 31 december 2021.

## Ligging
Rootsi ligt 4 km ten zuidwesten van Kohila, de hoofdplaats van de gemeente. Ten westen van Rootsi, in het buurdorp Rabivere, ligt het moerasgebied Rabivere raba (ook wel Rabivere soo).

## Geschiedenis
Rootsi werd voor het eerst genoemd in 1867 onder de naam Rotsi, een veehouderij (Estisch: karjamõis) op het landgoed van Tois (Estisch: Tohisoo). Het voormalige landhuis van Tois ligt in Kohila. In de jaren twintig van de 20e eeuw werd Rootsi een dorp. De naam (Rootsi is Zweden in het Estisch) doet vermoeden dat er Zweedstaligen betrokken waren bij de veehouderij.
Tussen 1977 en 1998 maakte Rootsi deel uit van het buurdorp Aandu.